# Мария Бетания
Мария Бетания Виана Телес Велозу (порт. Maria Bethânia Viana Teles Veloso; род. 18 июня 1946, Санту-Амару, Баия) — бразильская певица и автор песен.
Её карьера началась в Рио-де-Жанейро в 1964 году с концертным шоу Opinião. Со своим братом Каэтану Велозу, а также Жилом Жилберту, Гал Костой и Томом Зе считается родоначальницей жанра MPB, активная участница движения Тропикалия в 1960-х и начале 1970-х годов. Примечательно, что Бетания никогда не исполняла музыку в каком-то одном жанре. Она начала свою карьеру в качестве певицы босановы, затем самбы, позже интерпретировала афробразильскую музыку, исполняла сертанежу, форро, поп-музыку и рок-баллады.
За 45 лет карьеры певица выпустила больше 50 альбомов. Сегодня она входит в первую десятку самых продаваемых музыкальных исполнителей Бразилии, продажи её записей превышают 26 миллионов. В 2012 году журнал Rolling Stone Brasil поместил её на пятое место среди лучших исполнителей Бразилии всех времён.

## Дискография
- Maria Bethânia[порт.] (1965)
- Edu e Bethânia[порт.] (1967)
- Maria Bethânia[порт.] (1969)
- A Tua Presença…[порт.] (1971)
- Drama — Anjo Exterminado[порт.] (1972)
- Pássaro proibido[порт.] (1976)
- Pássaro da manhã[порт.] (1977)
- Álibi[порт.] (1978)
- Mel[порт.] (1979)
- Talismã[порт.] (1980)
- Alteza[порт.] (1981)
- Ciclo[порт.] (1983)
- A Beira e o Mar[порт.] (1984)
- Dezembros[порт.] (1987)
- Maria[порт.] (1988)
- Memória da Pele[порт.] (1989)
- 25 anos[порт.] (1990)
- Olho d’Água[порт.] (1992)
- As Canções Que Você Fez pra Mim[порт.] (1993)
- Las Canciones que Hiciste pra Mí (1993)
- Âmbar[порт.] (1996)
- A Força que Nunca Seca (1999)
- Maricotinha[порт.] (2001)
- Cânticos, Preces, Súplicas à Senhora dos Jardins do Céu na Voz de Maria Bethânia (2003)
- Brasileirinho[порт.] (2003)
- Que Falta Você Me Faz — Músicas de Vinicius de Moraes (2005)
- Pirata (2006)
- Mar de Sophia (2006)
- Omara Portuondo e Maria Bethânia (2007)
- Encanteria[порт.] (2009)
- Tua[порт.] (2009)
- Oásis de Bethânia[порт.] (2012)
- Meus Quintais (2014)
- Mangueira — A Menina dos Meus Olhos (2019)